# Mohamed Sissoko
Mohamed Lamine Sissoko Gillan (* 22. ledna 1985, Mont-Saint-Aignan, Francie) je francouzsko-malijský fotbalový obránce a reprezentant Mali. V současnosti hraje v klubu Levante UD.
Jeho strýcem je bývalý fotbalista Salif Keïta Traoré.

## Reprezentační kariéra
Jelikož se narodil ve Francii, mohl tuto zemi reprezentovat, ale vybral si Mali.
Sissoko se zúčastnil Letních olympijských her v Athénách, kde odehrál všechny 4 zápasy svého týmu (Mali bylo vyřazeno ve čtvrtfinále Itálií).
V roce 2003 debutoval za malijský národní tým.

Byl členem malijského týmu na APN 2004, APN 2008, APN 2010 a APN 2013.